# Secretaris-generaal van de Organisatie van Amerikaanse Staten
De secretaris-generaal (SG) is de hoogste functionaris van de Organisatie van Amerikaanse Staten (OAS).
De taken van de SG zijn vastgelegd in hoofdstuk 2 van het Algemeen reglement om de taken van het algemeen secretariaat te leiden.

## Lijst
| Nummer | Naam                   | Foto | Land             | Startperiode | Einde periode |
| ------ | ---------------------- | ---- | ---------------- | ------------ | ------------- |
| 1      | Alberto Lleras Camargo |      | Colombia         | 1948         | 1954          |
| 2      | Carlos Dávila Espinoza |      | Chili            | 1954         | 1955          |
| 3      | Jose Antonio Mora      |      | Uruguay          | 1956         | 1968          |
| 4      | Galo Plaza Lasso       |      | Ecuador          | 1968         | 1975          |
| 5      | Alejandro Orfila       |      | Argentinië       | 1975         | 1984          |
| 6      | João Clemente Baena    |      | Brazilië         | 1984         | 1994          |
| 7      | César Gaviria Trujillo |      | Colombia         | 1994         | 2004          |
| 8      | Miguel Ángel Rodríguez |      | Costa Rica       | 2004         | 2004          |
| -      | Luigi Einaudi          |      | Verenigde Staten | 2004         | 2005          |
| 9      | José Miguel Insulza    |      | Chili            | 2005         | 2015          |
| 10     | Luis Almagro Lemes     |      | Uruguay          | 2015         | 2025          |
| 11     | Albert Ramdin          |      | Suriname         | 2025         | heden         |

## Assistenten secretaris-generaal
- William Manger (Verenigde Staten) (1948-1958)
- William Sanders (Verenigde Staten) (1958-1968)
- Rafael Urquía (El Salvador) (1968-1975)
- Jorge Luis Zelaya Coronado (Guatemala) (1975-1980)
- Val McComie (Barbados) (1980-1990)
- Christopher Thomas (Trinidad en Tobago) (1990-2000)
- Luigi Einaudi (Verenigde Staten) (2000-juli 2005)
- Albert Ramdin (Suriname) (19 juli 2005-2015)
- Néstor Méndez (Belize) (17 juli 2015-heden)